# Tentative d'assassinat de Theodore Roosevelt
La tentative d'assassinat de Theodore Roosevelt est survenue le 14 octobre 1912 lorsque John Flammang Schrank (1876-1943) a tiré au revolver sur l'ancien président américain Theodore Roosevelt alors que celui-ci faisait campagne pour la présidence à Milwaukee, au Wisconsin. 
Theodore Roosevelt, après avoir (correctement) estimé que sa blessure à la poitrine était peu dangereuse, et s'être assuré que le tireur n'était pas lynché sur place mais livré à la police, a fait son discours comme prévu avant de faire soigner sa blessure. Il s'avéra que la balle avait été déviée et ralentie par un étui à lunettes métallique et les cinquante feuillets du discours. Il n'y eut pas d'autres victimes.
Les deux autres candidats, le président William Howard Taft et le candidat démocrate Woodrow Wilson, ont suspendu leur propre campagne jusqu'à ce que Roosevelt se rétablisse et reprenne la sienne, deux semaines plus tard. L'effet de cette tentative sur la campagne électorale est inconnu, mais c'est Woodrow Wilson qui l'emporta.
À une question si la fusillade affecterait sa campagne électorale, Théodore Roosevelt répondit : « Je suis en forme comme un orignal. » (bull moose en anglais.) L'orignal est devenu un symbole à la fois de Roosevelt et du Parti progressiste, souvent appelé le Bull Moose Party. 
La faculté estima qu'extraire la balle présentait plus de risque que la laisser dans le corps, et elle ne fut pas extraite. Plus tard, Theodore Roosevelt écrivit à un ami à propos de la balle à l'intérieur de lui : « Elle ne me dérange pas plus que si elle était dans la poche de mon gilet. »
Le tireur a été considéré comme fou, donc non jugé mais interné sans limite de temps. Il mourut à l'hôpital psychiatrique en 1943.

## Tentative d'assassinat
La campagne électorale présidentielle de 1912 a été caractérisée par une grave scission au sein du Parti républicain entre l'aile conservatrice sous le président William Howard Taft et l'aile libérale-réformatrice sous l'ancien président Theodore Roosevelt. Après une confrontation amère à la Convention républicaine, Taft a été renommé. Roosevelt a dirigé une partie de ses partisans, qui ont organisé une convention et l'ont nommé président du Parti progressiste, surnommé le Bull Moose Party. Taft et ses partisans ont attaqué Roosevelt pour sa soif de pouvoir et sa volonté de briser la tradition selon laquelle les présidents américains ne remplissent que deux mandats.
Selon des documents trouvés sur Schrank après la tentative d'assassinat, Schrank avait écrit que le fantôme de William McKinley lui était apparu en rêve et lui avait dit de venger sa mort, pointant une photo de Theodore Roosevelt. Finalement, le 14 octobre 1912, alors que Roosevelt faisait campagne à Milwaukee, Schrank tenta de l'assassiner.
Roosevelt était à l'hôtel Gilpatrick, lors d'un dîner offert par le propriétaire de l'hôtel, un supporter. L'ex-président devait prononcer un discours à l'Auditorium de Milwaukee (en). La nouvelle avait circulé que Roosevelt était à l'hôtel et Schrank (qui avait suivi Roosevelt de la Nouvelle-Orléans à Milwaukee) se rendit à l'hôtel. L'ex-président avait terminé son repas et avait quitté l'hôtel pour monter dans une voiture découverte. Roosevelt se leva pour saluer les acclamations de la foule rassemblée, et Schrank a agi,.

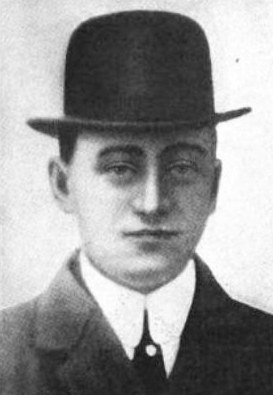
Elbert E. Martin.

Schrank a tiré sur Roosevelt, mais la balle s'est logée dans la poitrine de Roosevelt seulement après avoir heurté son étui à lunettes en acier  et traversé le manuscrit de 50 pages pliées en deux de son discours intitulé Progressive Cause Greater Than Any Individual, qu'il portait dans la poche de son manteau, ainsi que sa bretelle,. Alors que les spectateurs haletaient et criaient, Elbert E. Martin, l'un des secrétaires de Roosevelt et ancien joueur de football, fut le premier à réagir, sautant sur Schrank, le jetant au sol et saisissant son arme. AO Girard, ancien Rough Rider et garde du corps de l'ex-président, et plusieurs policiers étaient sur Schrank au même moment. Roosevelt trébucha, mais se redressa et leva de nouveau son chapeau, avec un sourire rassurant sur son visage. Son assistant, Harry Cochems, a demandé à Roosevelt s'il avait été touché, et Roosevelt a simplement répondu avec assurance : « Il m'a fait rosir, Harry. »
Alors que Schrank était maîtrisé et tenu sur ses pieds, la foule est entrée dans une frénésie. Plusieurs des hommes les plus proches autour de Schrank ont commencé à le frapper, et d'autres ont crié « tuez-le ! », et « pendez-le ! ». Roosevelt, voyant ce qui se passait, cria à la foule : « Ne lui faites pas de mal. Amenez-le ici. Je veux le voir. » La foule, entendant la voix de Roosevelt, le regarda, étonnée de le voir se lever et parler. Un membre a demandé : « Est-ce qu'il va bien ? » ; Roosevelt, avec un sourire rassurant, agita son chapeau en l'air et dit : « Je vais bien, je vais bien. » Soulagement, la foule a éclaté en acclamations, permettant à quatre policiers de se frayer un chemin et de tenir Schrank. Roosevelt ordonna : « Amenez-le-moi. » Schrank a été conduit à Roosevelt, et les deux hommes se sont regardés dans les yeux. Posant ses mains sur la tête de Schrank pour qu'il puisse le regarder et pour déterminer s'il l'avait déjà vu, Roosevelt dit à Schrank : "Pourquoi as-tu fait ça ?" N'obtenant aucune réponse, il a dit : "Oh, à quoi bon? Remettez-le à la police." Alors que la police tenait Schrank, Roosevelt l'a regardé et a dit : "Pauvre créature." Roosevelt a ordonné : "Officiers, prenez-le en charge et veillez à ce qu'aucune violence ne lui soit faite." Girard et un autre officier ont emmené Schrank dans l'hôtel alors que la foule le huait et applaudissait Roosevelt, respectant ses souhaits. Roosevelt a donné un autre coup de chapeau rassurant à la foule avant de monter dans sa voiture. Schrank a été conduit dans la cuisine où il a été remis à la police locale.
Roosevelt, en tant que chasseur et anatomiste expérimenté, a correctement conclu que, puisqu'il ne toussait pas de sang, la balle n'avait pas atteint son poumon, et il a refusé les suggestions d'aller immédiatement à l'hôpital. Au lieu de cela, il a prononcé le discours prévu avec du sang s'infiltrant dans sa chemise, parlant pendant 84 minutes pour terminer son discours avant d'accepter des soins médicaux. Ses commentaires d'ouverture à la foule rassemblée étaient : « Mes amis […], je ne sais pas si vous comprenez parfaitement que l’on vient de me tirer dessus, mais il en faut plus que cela pour tuer un orignal,. »
Par la suite, des examens et une radiographie ont montré que la balle s'était logée dans le muscle thoracique de Roosevelt, mais n'avait pas pénétré dans la plèvre. Les médecins ont conclu qu'il serait moins dangereux de le laisser en place que d'essayer de l'enlever, et Roosevelt a porté la balle avec lui pour le reste de sa vie. Plus tard, lorsqu'on l'a interrogé sur la balle à l'intérieur de lui, Roosevelt a dit : « Elle ne me dérange pas plus que si elle était dans la poche de mon gilet. »
Taft et le candidat démocrate Woodrow Wilson ont suspendu leur propre campagne jusqu'à ce que Roosevelt se rétablisse et reprenne la sienne. Lorsqu'on lui a demandé si la fusillade affecterait sa campagne électorale, il a répondu au journaliste : « Je suis en forme comme un orignal », ce qui a inspiré l'emblème du parti. Roosevelt n'a prononcé que deux autres discours pendant la campagne. Bien que Roosevelt ait remporté plus de voix et de votes électoraux que Taft, Wilson les a battus tous les deux pour remporter la présidence.

## Auteur

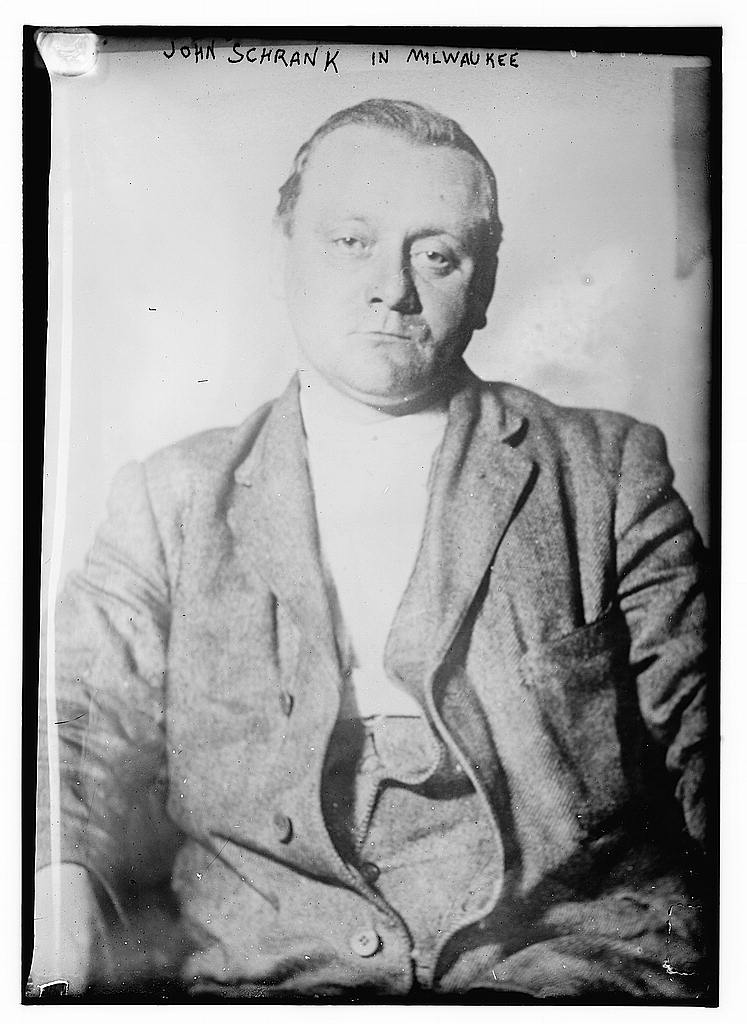
John Flammang Schrank.

John Flammang Schrank (5 mars 1876 - 15 septembre 1943) était un tenancier de bar d'origine bavaroise de New York. Roosevelt, qui avait quitté ses fonctions trois ans et demi plus tôt, était candidat à la présidence en tant que membre du Parti progressiste. Lors d'un discours de campagne de Roosevelt à Milwaukee, Schrank, qui le traquait depuis des semaines, a tiré une fois sur Roosevelt dans la poitrine avec un Colt Police Positive Special de calibre .38. Le texte de 50 pages de son discours de campagne replié deux fois dans la poche de poitrine de Roosevelt et un étui à lunettes en métal amortirent l’impact de la balle, lui sauvant la vie. Schrank a été immédiatement désarmé, capturé et aurait pu être lynché si Roosevelt n'avait pas crié que Schrank devait rester indemne.
Schrank est né à Erding, en Bavière, le 5 mars 1876. Il a émigré en Amérique à l'âge de 9 ans. Ses parents sont morts peu de temps après, laissant Schrank travailler pour son oncle, propriétaire d'une taverne new-yorkaise. À leur mort, la tante et l'oncle de Schrank lui ont laissé des biens de valeur, dans l'espoir que Schrank pourrait vivre une vie calme et paisible. Schrank avait le cœur brisé, non seulement parce qu'il avait perdu son deuxième groupe de parents, mais aussi parce que sa première et unique petite amie Emily Ziegler était décédée dans la catastrophe du General Slocum sur l'East River à New York.
Schrank a vendu les propriétés et a dérivé autour de la côte Est pendant des années. Il a écrit de la poésie ; est devenu profondément religieux et un érudit biblique, dont les talents de débatteur étaient bien connus dans les débits de boisson et les parcs publics de son quartier. Il passait beaucoup de temps à marcher dans les rues de la ville la nuit mais n'a causé aucun problème connu.

## Conséquences
Peu de temps après la tentative d'assassinat, les médecins ont examiné Schrank et ont estimé qu'il souffrait de « délires insensés, de caractère grandiose », le déclarant fou. Lors de son procès, l'assassin potentiel a affirmé que William McKinley lui avait rendu visite dans un rêve et lui avait dit de venger son assassinat en tuant Roosevelt. Schrank a été interné au Central State Hospital for Criminally Insane à Waupun, au Wisconsin, en 1914. Il y est resté 29 ans, jusqu'à sa mort le 15 septembre 1943, d'une pneumonie bronchique,. Son corps a été donné à la faculté de médecine de l'Université Marquette (actuel Medical College of Wisconsin) pour la dissection anatomique.

## Archives
Pendant que John F. Schrank était interné, il écrivit un certain nombre de lettres au médecin qu'il consultait à l'hôpital psychiatrique, Adin Sherman. L'université de Caroline du Nord à Wilmington en possède vingt. Les lettres sont datées entre 1914 et 1918. Le numéro d'accès à la Collection des manuscrits est le 148.

## Galerie

Schrank en état d'arrestation.
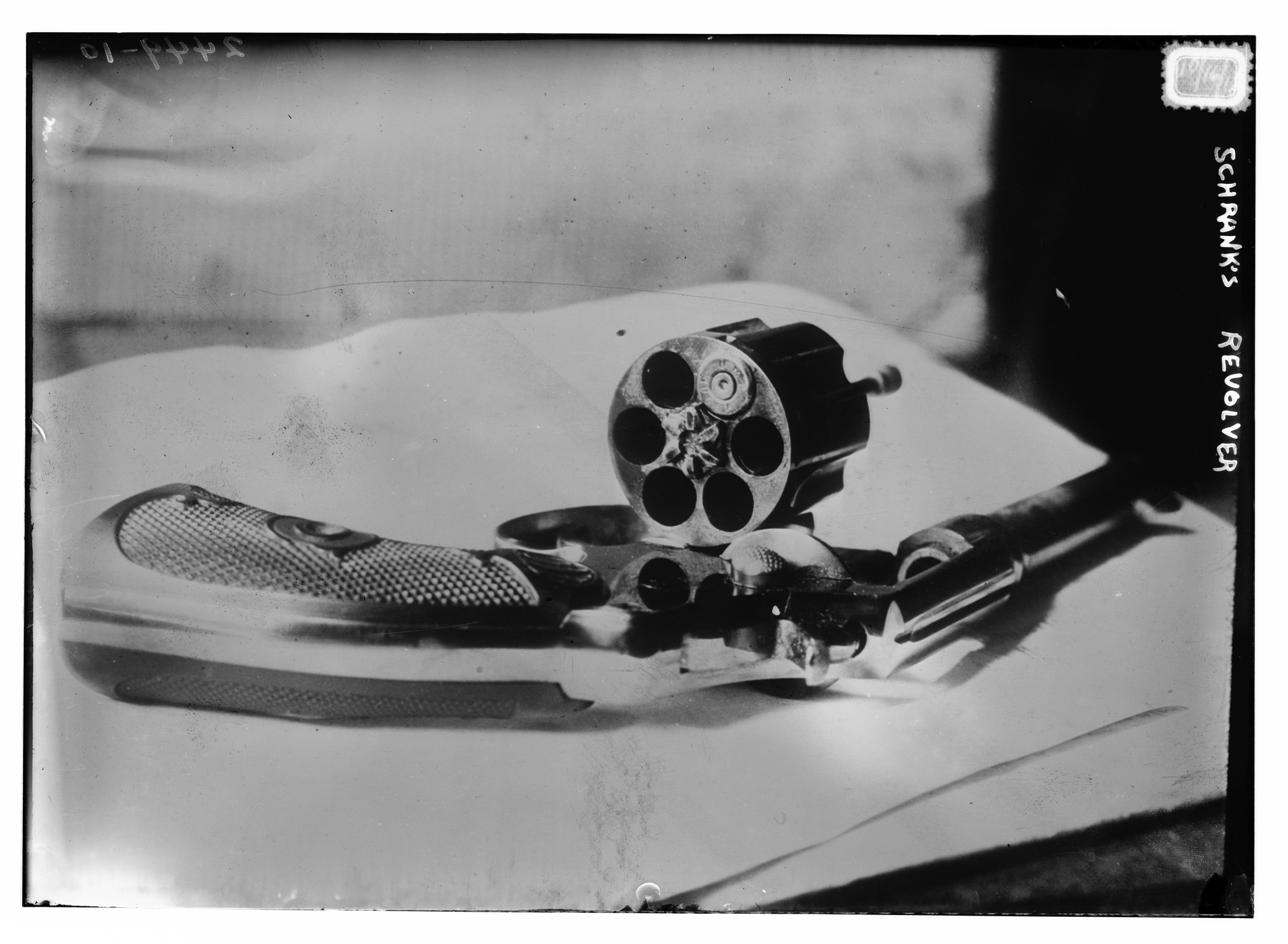
Le revolver Colt Police Positive Special de calibre .38 que Schrank a utilisé pour tirer sur Roosevelt.
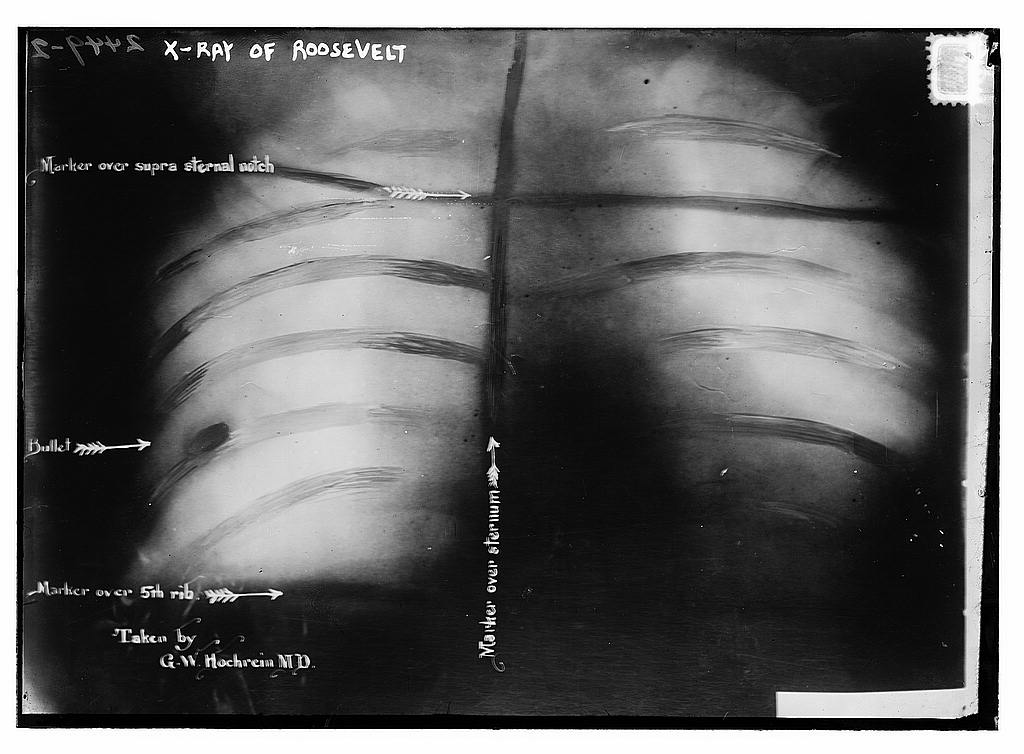
Radiographie de la balle de Schrank dans la poitrine de Roosevelt.

## Représentations
Pour le 100e anniversaire de la tentative d'assassinat, une reconstitution a été réalisée le 14 octobre 2012 près de l'hôtel Hyatt Regency Milwaukee. Schrank a été interprété par Michael Hayden et Roosevelt a été interprété par Scott Paulson.